# Rudolf von Hantelmann
Heinrich Theodor Rudolf von Hantelmann (* 24. Oktober 1874 in Groß Winnigstedt; † 7. Mai 1926) war ein deutscher Rittergutsbesitzer und Hofbeamter.

## Leben
Rudolf von Hantelmann war ein Sohn des Rittergutsbesitzers August von Hantelmann (1841–1905) und dessen erster Ehefrau Marie, geborene von Hantelmann (1840–1879).
Nach dem Besuch des Gymnasiums in Ilfeld und Blankenburg am Harz studierte er an der University of Edinburgh, der Rheinischen Friedrich-Wilhelms-Universität Bonn, der Ludwig-Maximilians-Universität München und der Friedrichs-Universität Halle Rechtswissenschaften. 1896 wurde er Mitglied des Corps Borussia Bonn. Als Assessor a. D. wurde er Herr auf Sambleben bei Schöppenstedt.
Hantelmann war Herzoglich braunschweigischer Kammerherr und preußischer Rittmeister der Reserve im Braunschweigischen Husaren-Regiment Nr. 17.
Er war mit Waldtraut Freiin Knigge (1882–1946) verheiratet. Sie hatten einen Sohn, Otto von Hantelmann (1911–1943), Gutsbesitzer auf Samleben, verheiratet mit Ursula Freiin zu Innhausen und Knyphausen, und den Enkel Werner von Hantelmann (1943–1980).
Der Rittergutsbesitzer und Kammerherr Karl von Schwartz war sein Schwager, liiert mit der Schwester Marie von Hantelmann (1873–1965).